# Juillet 1800

## Événements

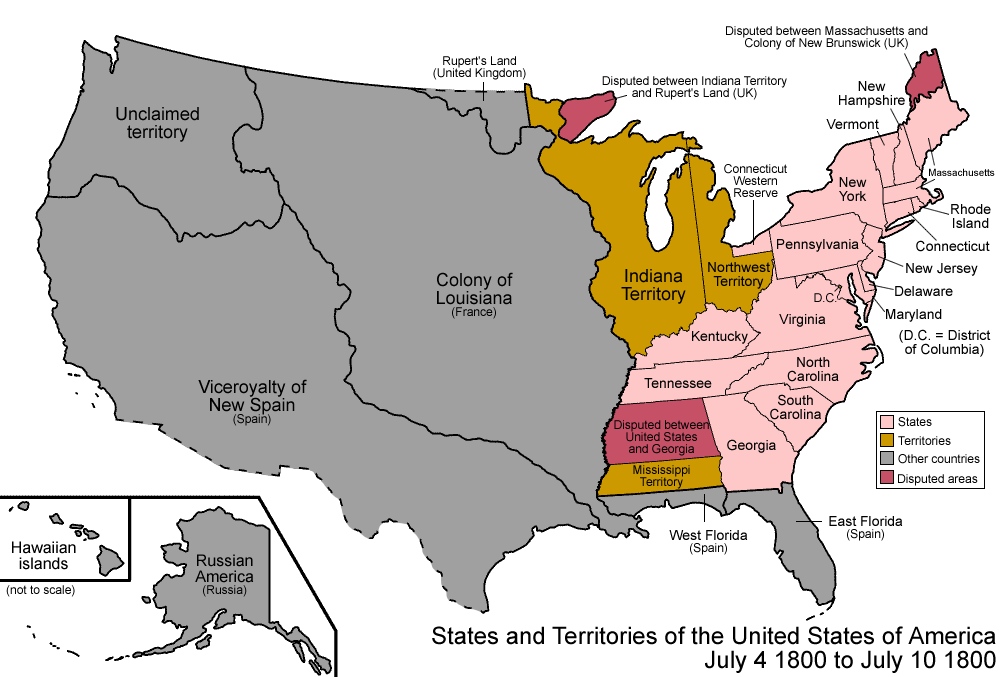
4 - 10 juillet 1800

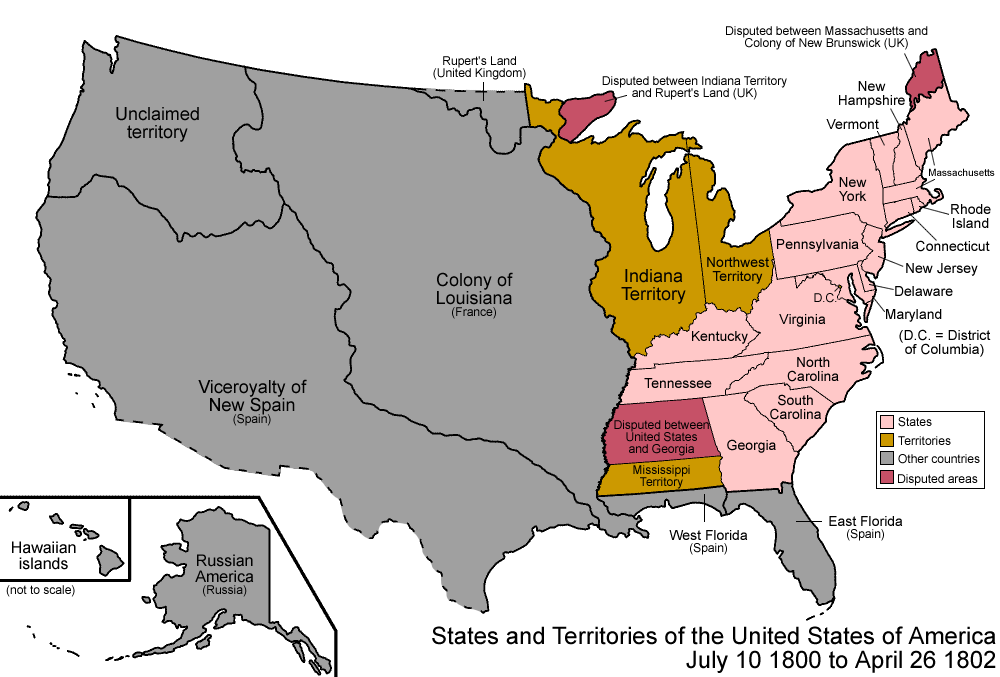
10 juillet 1800 - 26 avril 1802

- La France libère et renvoie les prisonniers russes[1].

- 4 juillet : le Territoire de l'Indiana est formé à partir de la région ouest du Territoire du Nord-Ouest[2]. Il correspond aux actuels États de l'Illinois et de l'Indiana, au nord-est du Minnesota et du Wisconsin, ainsi qu'à la moitié ouest de la péninsule inférieure du Michigan et toute la péninsule supérieure à l'exception de la pointe est. Le Territoire du Nord-Ouest ne comporte plus que la majeure partie de l'actuel Ohio et le reste du Michigan.

- 10 juillet : le Connecticut cède sa Western Reserve au gouvernement fédéral, qui l'ajoute au Territoire du Nord-Ouest ; elle correspond à la partie nord-est de l'actuel Ohio[3].

- 15 juillet : armistice signé à Munich entre l’armée du Rhin et l’armée autrichienne[4].

## Naissances
- 14 juillet : Jean-Baptiste Dumas (mort en 1884), chimiste et homme politique français.
- 22 juillet : Robert McCormick (mort en 1890), chirurgien, explorateur et naturaliste anglais de la Royal Navy.
- 25 juillet : Johann Heinrich Robert Göppert (mort en 1884), botaniste et paléontologue allemand.
- 31 juillet : Friedrich Wöhler (mort en 1882), chimiste allemand.

## Décès
- 14 juillet : Lorenzo Mascheroni (né en 1750), mathématicien italien.